# FN Modelo 1949
El FN Modelo 1949 (mencionado con frecuencia como el FN-49 o SAFN) es un fusil semiautomático diseñado por Dieudonné Saive y fabricado por la Fabrique Nationale. Fue empleado por los ejércitos de Argentina, Bélgica, el Congo Belga, Brasil, Colombia, Egipto, Indonesia, Luxemburgo y Venezuela.
A pesar de ser apreciado por su calidad y fiabilidad en comparación a los fusiles de la época, su comercialización fue limitada debido a que no fue desarrollado a tiempo para emplearse en la Segunda Guerra Mundial sino después, cuando muchos ejércitos ya habían empezado la transición a los fusiles de asalto con selector de modo de disparo. En consecuencia, se halló en competencia directa con varios fusiles modernos como el Heckler & Koch G3 y el FN FAL de la propia Fabrique Nationale, lo que resultó en ventas limitadas.    

## Historia

### Desarrollo
Dieudonne Saive, que en aquel entonces era el jefe de diseño de la Fabrique Nationale, experimentó con una serie de fusiles accionados por retroceso a inicios de la década de 1930. Aunque aquellos experimentos tuvieron poco éxito, serían la base de un fusil semiautomático accionado por gas que patentaría en 1936 y del que produjo un prototipo en 1937 (aún existen las fotografías de los prototipos y muestran varias características que aparecerían más tarde en el FN Modelo 1949).
El nuevo fusil de la FN todavía estaba en desarrollo a fines de 1938 e inicios de 1939, y una versión que tenía un cargador de 5 cartuchos estaba a punto de entrar al mercado. Pero cuando Polonia fue invadida por la Alemania nazi, estos planes se retrasaron para incrementar la producción de fusiles de cerrojo y ametralladoras.
La invasión alemana de Bélgica en mayo de 1940 interrumpió cualquier plan para producir el nuevo modelo, ya que Lieja, sede de la fábrica de la FN, fue ocupada por el Ejército alemán. A pesar de este retraso, Saive pudo escapar a Inglaterra vía Portugal en 1941, donde continuó trabajando en lo que sería el FN Modelo 1949.
Para 1943, Saive estaba nuevamente trabajando en su fusil experimental, ahora empleando el cartucho 7,92 x 57 Mauser. A fines de aquel año, la Royal Small Arms Factory de Enfield ordenó 50 prototipos (designados "EXP-1" y a veces mencionados como "SLEM-1", o "Self-Loading Experimental Model"). Basándose en las pruebas con estos prototipos, la RSAF Enfield ordenó 2.000 fusiles para orden probados por los soldados, pero un problema de último minuto con la moderación de la presión del gas (así como el cercano final de la Segunda Guerra Mundial) hizo que se cancele la orden. A pesar de esto, Saive (que había regresado a Lieja poco después de su liberación en setiembre de 1944) continuó trabajando en el fusil, terminando el diseño del FN Modelo 1949 en 1947.
El FN Modelo 1949 solo puede emplear un tipo de munición, ya que no tiene una portilla de gas ajustable o una válvula para ajustar el fusil a las diversas presiones específicas de la bala y su carga propulsora, excepto en algunos modelos, en los cuales la portilla de gas puede ajustarse con una llave especial. Esto también precisa retirar la mitad superior del guardamanos para efectuar el ajuste.

### Producción

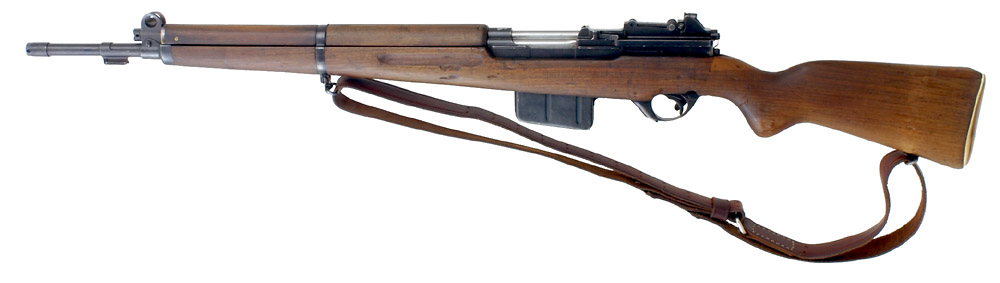
Un FN Modelo 1949.

Los contratos para el FN Modelo 1949 empezaron en 1948, siendo el primero de ellos hecho por Venezuela el 31 de marzo de 1948 y los fusiles enviados exáctamenre cuatro meses después. El último contrato para este fusil fue hecho por Indonesia el 19 de diciembre de 1960, con las armas enviadas el 19 de febrero de 1961.
Los modelos de preproducción para demostración y pruebas fueron producidos en 1948, haciendo que el fusil estuviese listo para contratos y ser producido en serie. La FN empezó a buscar clientes, pero los estados socialistas no eran una opción (ya que debían comprar o producir armas de diseño soviético). Los países de Europa occidental tenían vastos lotes de armas de la Segunda Guerra Mundial. También podían obtener ayuda militar estadounidense o británica, la cual era barata o gratuita. Por lo tanto la FN decidió venderlo a los países no alineados, que no deseaban comprometerse con la doctrina militar occidental o soviética, lo cual era inevitable cuando aceptaban ayuda militar.
El primer lote de serie del FN Modelo 1949 fue enviado a Venezuela el 31 de mayo de 1949, siendo de 2.000 fusiles calibre 7 mm y con 2.012 fusiles adicionales, que incluían modelos seccionados para demostración y modelos de entrenamiento, los cuales fueron enviados el 31 de julio de 1949. Los 8.012 fusiles restantes del contrato venezolano fueron vendidos en Estados Unidos como armamento sobrante, siendo apreciados por coleccionistas, tiradores deportivos y cazadores debido a las singulares características ordenadas por Venezuela, el muy buen estado de conservación de los fusiles sobrantes y la gran precisión del cartucho 7 x 57 Mauser.
El segundo lote de serie fue para el gobierno egipcio, que lo ordenó el 30 de mayo de 1948 y lo recibió el 10 de junio de 1949, siendo de 100 fusiles que disparaban el cartucho 7,92 x 57 Mauser. A pesar de ser una pequeña cantidad, Egipto finalmente compraría 37.602 fusiles FN Modelo 1949.
El tercer lote de serie fue ordenado por el gobierno belga el 12 de mayo de 1949, empezando con 30 fusiles de prueba que fueron recibidos el 31 de agosto de 1949, para después ordenar un segundo lote más grandes de 100 fusiles que fueron enviados el 12 de diciembre de 1949. Los belgas ordenaron el 24 de agosto de 1950 un lote de 6.000 fusiles FN Modelo 1949 que disparaban el cartucho .30-06 Springfield. Los belgas designaron al fusil como ABL SAFN-49, donde ABL es el acrónimo de "Ejército belga" tanto en francés como en neerlandés; "AB" es "Armée Belge" en francés y "BL" es "Belgisch Leger" en neerlandés. SAFN es el acrónimo de "Semi-Automatique, Fabrique Nationale". La FN produjo un total de 87.777 fusiles SAFN-49 para Bélgica, siendo casi la mitad de todos los FN Modelo 1949 producidos.
El fusil funcionó bien durante la guerra de Corea en manos de los soldados belgas. Muchos reportes militares indican al FN Modelo 1949 como más fiable y más preciso que el M1 Garand estadounidense. La mayoría de los FN Modelo 1949 que disparan el cartucho .30-06 Springfield fueron fabricados para los ejércitos de Bélgica, el Congo Belga, Luxemburgo, Indonesia, Colombia y Brasil (los fusiles fueron ordenados por la Armada brasileña en 1954, llevando el marcaje "1954 - Marinha do Brasil").
Luxemburgo fue el cuarto país que ordenó fusiles FN Modelo 1949 el 4 de octubre de 1950, recibiendo los primeros 1.500 fusiles el 5 de mayo de 1951. El Gran Ducado de Luxemburgo finalmente compraría un total de 6.306 fusiles, incluyendo fusiles específicamente para la Gendarmería de Luxemburgo, entre los cuales figuraban modelos estándar, modelos seccionados, de entrenamiento y de francotirador, todos ellos empleando el cartucho .30-06 Springfield. Los fusiles luxemburgueses, excepto aquellos del contrato de la Gendarmería, fueron vendidos en Estados Unidos como armamento sobrante, algunos de ellos a través de cadenas de armerías. Los fusiles luxemburgueses son cotizados por dos motivos: el primero siendo su particular buen estado y el segundo siendo su munición, ya que el .30-06 Springfield es un cartucho popular entre los tiradores deportivos y cazadores estadounidenses. Muy pocos fusiles FN Modelo 1949 que disparan el .30-06 Springfield fabricados para otros países han sido importados a Estados Unidos, haciendo que los fusiles luxemburgueses sean la única opción económicamente viable para un FN Modelo 1949 que dispare ese cartucho.
Indonesia, el Congo Belga y Colombia serían los restantes países que ordenaron fusiles FN Modelo 1949 que disparan el .30-06 Springfield.
Argentina fue el octavo país que ordenó el 29 de julio de 1953 5.536 fusiles FN Modelo 1949 que disparaban el cartucho 7,65 x 54, para la Armada Argentina, después de ordenar un fusil de prueba en 1948.
Se fabricaron varios prototipos calibrados para otros cartuchos, inclusive al menos 5 que disparaban el 6,5 x 55 para ser probados en Suecia, uno que disparaba el 7,5 x 54 Francés para ser probado en Siria, uno que disparaba el .30-06 Springfield para ser probado en Estados Unidos y uno que disparaba el 7,62 x 51 OTAN para Brasil.

#### Modificación argentina
Al contrario de algunas especulaciones, la FN no fue contratada ni produjo los fusiles argentinos recalibrados de 7,65 x 54 a 7,62 x 51 OTAN. Mientras que la FN recibió una orden para modificar un solo fusil y lo envió en marzo de 1967, los restantes fusiles del arsenal argentino fueron modificados localmente por la Metalúrgica Centro, una compañía que anteriormente se llamó Fábrica de Armas Halcón. La Metalúrgica Centro produjo e instaló en cada fusil un nuevo cañón para el 7,62 x 51 OTAN, modificó cada eyector y cada guardamonte para emplear un nuevo cargador extraíble recto de 20 cartuchos. Los cargadores de 20 cartuchos empleados por los fusiles modificados también fueron producidos por Metalúrgica Centro. A pesar de ser específicos para el FN Modelo 1949 modificado, pueden ser llenados con el mismo peine empleado para los cargadores del FN FAL empleado por el Ejército Argentino. Estos peines son los mismos empleados para cargar el Mauser 1909, por lo que no son intercambiables con peines estándar de la OTAN.
Una pequeña cantidad de estos fusiles fueron empleados como fusiles de francotirador en la Guerra de las Malvinas.[cita requerida]

## Usuarios
- Argentina[4]
- Bélgica[4]
- Brasil[4]
- Colombia[4]
- Egipto[4]
- Indonesia[4]
- Luxemburgo[4]
- República Democrática del Congo[4]
- Venezuela[4]